# Copa Asobal 2004
La XV edición de la Copa Allianz Asobal se celebró entre el 18 y el 19 de diciembre de 2004, en el Pabellón Infanta Cristina de Roquetas de Mar.
En ella participaron el Balonmano Almería 2005 como equipo anfitrión y los tres primeros equipos de la Liga ASOBAL 2004-05, que fueron el Balonmano Ciudad Real, el Portland San Antonio y el FC Barcelona.
Este campeonato se jugó por concentración bajo la fórmula de eliminatoria a partido único (en semifinales y final), y el emparejamiento de los equipos para semifinales se estableció por sorteo puro.
El campeón adquirió el derecho a participar en la Copa EHF (plaza 2). En el caso de que este equipo consiguiera una clasificación europea de Liga de Campeones, Recopa o Copa EHF (plaza 1), este derecho pasaba al mejor clasificado del campeonato de Liga que no hubiera obtenido plaza en los torneos anteriormente citados.

## Eliminatorias
|  | Semifinales            | Semifinales            | Semifinales          |                      |                       | Final                 | Final | Final |  |
|  |                        |                        |                      |                      |                       |                       |       |       |  |
|  |                        |                        |                      |                      |                       |                       |       |       |  |
|  | Balonmano Almería 2005 | Balonmano Almería 2005 | 22                   |                      |                       |                       |       |       |  |
|  | Balonmano Almería 2005 | Balonmano Almería 2005 | 22                   |                      |                       |                       |       |       |  |
|  | Balonmano Ciudad Real  | Balonmano Ciudad Real  | 33                   |                      |                       |                       |       |       |  |
|  | Balonmano Ciudad Real  | Balonmano Ciudad Real  | 33                   |                      | Balonmano Ciudad Real | Balonmano Ciudad Real | 39    |       |  |
|  |                        |                        |                      |                      | Balonmano Ciudad Real | Balonmano Ciudad Real | 39    |       |  |
|  |                        |                        | Portland San Antonio | Portland San Antonio | 36                    |                       |       |       |  |
|  | Portland San Antonio   | Portland San Antonio   | Portland San Antonio | Portland San Antonio | 36                    | 30                    |       |       |  |
|  | Portland San Antonio   | Portland San Antonio   |                      |                      |                       | 30                    |       |       |  |
|  | FC Barcelona           | FC Barcelona           | 27                   |                      |                       |                       |       |       |  |
|  | FC Barcelona           | FC Barcelona           | 27                   |                      |                       |                       |       |       |  |
|  |                        |                        |                      |                      |                       |                       |       |       |  |

| Castilla-La Mancha                       |
| Campeón Balonmano Ciudad Real 2.º título |